# NGC 420
NGC 420 je galaksija u zviježđu Ribe.

## Vanjske poveznice
- SEDS: NGC 420